# Хронологія світових рекордів на дистанції 200 метрів комплексним плаванням
У цій статті подано хронологію світових рекордів з плавання на дистанції 200 метрів комплексним плаванням на довгій (50 м) та короткій воді (25 м). Ці рекорди реєструє/визнає Міжнародна федерація плавання (ФІНА), яка наглядає за міжнародними змаганнями з водних видів спорту. Рекорди на довгій воді ФІНА визнала 1956 року (серед чоловіків) і 1957 року (серед жінок). Рекорди на короткій воді визнано 3 березня 1991 року.
Різке поліпшення світових рекордів у 2008/2009 роках збіглося в часі з запровадженням поліуретанових плавальних костюмів фірм Speedo (LZR, 50% поліуретану) 2008 року та Arena (X-Glide), Adidas (Hydrofoil), Jaked (всі зі 100% поліуретану) 2009 року. У січні 2010 ФІНА заборонила плавальні костюми зроблені з будь-якого матеріалу окрім текстилю. Крім того, FINA опублікувала список дозволених плавальних костюмів.

## Чоловіки

### На довгій воді
| Час       | Плавець             | Країна          | Дата            | Змагання                                        | Місце                                                         | Пос.        |
| --------- | ------------------- | --------------- | --------------- | ----------------------------------------------- | ------------------------------------------------------------- | ----------- |
| 2:30.7    | Джордж Гаррісон     | США             | 24 серпня 1956  |                                                 | Лос-Анджелес                                                  |             |
| 2:29.1    | Френк Брунелл       | США             | 19 липня 1958   |                                                 | Акрон (Огайо)                                                 |             |
| 2:26.2    | Ґарі Гайнріх        | США             | 27 червня 1959  |                                                 | Лос-Анджелес (Каліфорнія)                                     |             |
| 2:24.7    | Ленс Ларсон         | США             | 11 липня 1959   |                                                 | Санта-Клара (Каліфорнія)                                      |             |
| 2:22.2    | Джон Мак-Ґілл       | США             | 23 липня 1960   |                                                 | Толідо                                                        |             |
| 2:22.1    | Тед Стіклз          | США             | 23 липня 1960   |                                                 | Толідо (Огайо)                                                |             |
| 2:21.3    | Тед Стіклз          | США             | 2 липня 1961    |                                                 | Чикаго                                                        |             |
| 2:20.5    | Тед Стіклз          | США             | 22 липня 1961   |                                                 | Каягога-Фолс (Огайо)                                          |             |
| 2:19.6    | Тед Стіклз          | США             | 19 серпня 1961  | Men's NAAA Championships                        | Лос-Анджелес (Каліфорнія)                                     |             |
| 2:15.9    | Тед Стіклз          | США             | 19 серпня 1961  |                                                 | Лос-Анджелес (Каліфорнія)                                     |             |
| 2:15.5    | Дік Рот             | США             | 2 серпня 1964   |                                                 | Лос-Алтос (Каліфорнія)                                        |             |
| 2:14.9    | Дік Рот             | США             | 15 серпня 1964  |                                                 | Момі (Огайо)                                                  |             |
| 2:13.1    | Ґреґ Бекінгем       | США             | 24 липня 1966   |                                                 | Лос-Алтос                                                     |             |
| 2:12.4    | Ґреґ Бекінгем       | США             | 21 серпня 1966  |                                                 | Лінкольн (Небраска)                                           |             |
| 2:11.3    | Ґреґ Бекінгем       | США             | 23 серпня 1967  |                                                 | Оук-Парк (Каліфорнія)                                         |             |
| 2:10.6    | Чарлі Гіккокс       | США             | 31 серпня 1968  | Відбіркові змагання до олімпійської збірної США | Лос-Анджелес (Каліфорнія)                                     |             |
| 2:09.6    | Ґері Голл-старший   | США             | 17 серпня 1969  |                                                 | Луїсвілл (Кентуккі)                                           |             |
| 2:09.5    | Ґері Голл-старший   | США             | 23 серпня 1970  | AAU Championships                               | Лос-Анджелес (Каліфорнія)                                     |             |
| 2:09.3    | Ґуннар Ларссон      | Швеція          | 12 вересня 1970 | Чемпіонат Європи                                | Барселона                                                     |             |
| 2:09.30   | Ґері Голл-старший   | США             | 2 серпня 1972   |                                                 | Чикаго                                                        |             |
| 2:07.17   | Ґуннар Ларссон      | Швеція          | 3 вересня 1972  | Олімпійські ігри                                | Мюнхен, Федеративна Республіка Німеччина (1949—1990)          |             |
| 2:06.32   | Девід Вілкі         | Велика Британія | 24 серпня 1974  | Чемпіонат Європи                                | Відень                                                        |             |
| 2:06.32 = | Стів Фернісс        | США             | 1 вересня 1974  |                                                 | Конкорд (Каліфорнія)                                          |             |
| 2:06.08   | Брюс Фернісс        | США             | 23 серпня 1975  |                                                 | Канзас-Сіті (Міссурі)                                         |             |
| 2:05.31   | Ґрем Сміт           | Канада          | 4 серпня 1977   |                                                 | Монреаль                                                      |             |
| 2:05.24   | Олександр Сидоренко | СРСР            | 9 липня 1978    |                                                 | Москва (СРСР)                                                 |             |
| 2:04.39   | Стів Лундквіст      | США             | 2 серпня 1978   |                                                 | Зе-Вудлендс (Техас)                                           |             |
| 2:03.56   | Ґрем Сміт           | Канада          | 24 серпня 1978  | Чемпіонат світу                                 | Західний Берлін, Федеративна Республіка Німеччина (1949—1990) |             |
| 2:03.29   | Джесс Вассалло      | США             | 6 липня 1979    |                                                 | Сан-Хуан                                                      |             |
| 2:03.24   | Білл Барретт        | США             | 1 серпня 1980   |                                                 | Ірвайн                                                        |             |
| 2:03.01   | Джеремі Рейнґолд    | ПАР             | 26 вересня 1980 |                                                 | Кейптаун, Південно-Африканська Республіка                     |             |
| 2:02.78   | Алекс Бауманн       | Канада          | 29 липня 1981   |                                                 | Гайдельберг, Федеративна Республіка Німеччина (1949—1990)     |             |
| 2:02.25   | Алекс Бауманн       | Канада          | Жовтень 1982    | Ігри Співдружності                              | Брисбен                                                       |             |
| 2:01.42   | Алекс Бауманн       | Канада          | 4 серпня 1984   | Олімпійські ігри                                | Лос-Анджелес (Каліфорнія)                                     |             |
| 2:00.56   | Тамаш Дарньї        | Угорщина        | 23 серпня 1987  | Чемпіонат Європи                                | Страсбург                                                     |             |
| 2:00.17   | Тамаш Дарньї        | Угорщина        | 25 вересня 1988 | Олімпійські ігри                                | Сеул                                                          |             |
| 2:00.11   | Девід Вортон        | США             | 20 серпня 1989  | Пантихоокеанський чемпіонат                     | Токіо                                                         |             |
| 1:59.36   | Тамаш Дарньї        | Угорщина        | 13 січня 1991   | Чемпіонат світу                                 | Перт                                                          |             |
| 1:58.16   | Яні Сієвінен        | Фінляндія       | 11 вересня 1994 | Чемпіонат світу                                 | Рим                                                           |             |
| 1:57.94   | Майкл Фелпс         | США             | 29 червня 2003  | Santa Clara Invitational                        | Санта-Клара (Каліфорнія)                                      |             |
| 1:57.52   | Майкл Фелпс         | США             | 24 липня 2003   | Чемпіонат світу                                 | Барселона (Іспанія)                                           |             |
| 1:56.04   | Майкл Фелпс         | США             | 25 липня 2003   | Чемпіонат світу                                 | Барселона (Іспанія)                                           |             |
| 1:55.94   | Майкл Фелпс         | США             | 9 серпня 2003   | Літній чемпіонат США                            | Колледж-Парк (Меріленд)                                       |             |
| 1:55.84   | Майкл Фелпс         | США             | 20 серпня 2006  | Пантихоокеанський чемпіонат                     | Вікторія (Британська Колумбія)                                |             |
| 1:54.98   | Майкл Фелпс         | США             | 29 березня 2007 | Чемпіонат світу                                 | Мельбурн                                                      |             |
| 1:54.80   | Майкл Фелпс         | США             | 4 липня 2008    | Відбіркові змагання до олімпійської збірної США | Омаха                                                         |             |
| 1:54.23   | Майкл Фелпс         | США             | 15 серпня 2008  | Олімпійські ігри                                | Пекін                                                         |             |
| 1:54.10   | Раян Лохте          | США             | 30 липня 2009   | Чемпіонат світу                                 | Рим (Італія)                                                  |             |
| 1:54.00   | Раян Лохте          | США             | 28 липня 2011   | Чемпіонат світу                                 | Шанхай                                                        | [ 2 ] [ 3 ] |
| 1:52.69   | Леон Маршан         | Франція         | 30 липня 2025   | Чемпіонат світу                                 | Сингапур                                                      | [ 4 ]       |

### На короткій воді
| Час       | Плавець         | Країна            | Дата              | Місце                             | Пос.  |
| --------- | --------------- | ----------------- | ----------------- | --------------------------------- | ----- |
| 1:57.19   | Яні Сієвінен    | Фінляндія         | 17 січня 1992     | Куопіо (Фінляндія)                |       |
| 1:56.84   | Яні Сієвінен    | Фінляндія         | 22 січня 1993     | Гельсінкі                         |       |
| 1:56.62   | Яні Сієвінен    | Фінляндія         | 7 лютого 1993     | Париж                             |       |
| 1:55.59   | Яні Сієвінен    | Фінляндія         | 10 лютого 1993    | Мальме (Швеція)                   |       |
| 1:54.65   | Яні Сієвінен    | Фінляндія         | 21 квітня 1994    | Куопіо                            |       |
| 1:54.65 = | Аттіла Цене     | Угорщина          | 23 березня 2000   | Міннеаполіс (США)                 |       |
| 1:53.93   | Джордж Бовелл   | Тринідад і Тобаго | 25 березня 2004   | Іст-Медоу (Нью-Йорк) (США)        |       |
| 1:53.46   | Ласло Чех       | Угорщина          | 8 грудня 2005     | Трієст                            |       |
| 1:53.31   | Раян Лохте      | США               | 7 квітня 2006     | Шанхай                            |       |
| 1:53.14   | Тьяго Перейра   | Бразилія          | 18 листопада 2007 | Берлін                            |       |
| 1:52.99   | Ласло Чех       | Угорщина          | 13 грудня 2007    | Дебрецен (Угорщина)               |       |
| 1:51.56   | Раян Лохте      | США               | 11 квітня 2008    | Манчестер (Велика Британія)       |       |
| 1:51.55   | Даріан Таунсенд | ПАР               | 15 листопада 2009 | Берлін                            |       |
| 1:50.08   | Раян Лохте      | США               | 17 грудня 2010    | Дубай, Об'єднані Арабські Емірати |       |
| 1:49.63   | Раян Лохте      | США               | 14 грудня 2012    | Стамбул (Туреччина)               | [ 5 ] |
| 1:48,88   | Леон Маршан     | FRA               | 1 листопада 2024  | Сінгапур (Сінгапур )              |       |

## Жінки

### На довгій воді
| Час     | Плавчиня        | Країна    | Дата            | Змагання                                                           | Місце                                                         | Пос. |
| ------- | --------------- | --------- | --------------- | ------------------------------------------------------------------ | ------------------------------------------------------------- | ---- |
| 2:48.2  | Патті Кемпнер   | США       | 27 квітня 1957  |                                                                    | Чикаго                                                        |      |
| 2:47.7  | Бекі Коллінз    | США       | 20 липня 1958   |                                                                    | Акрон (Огайо)                                                 |      |
| 2:43.2  | Сильвія Рууска  | США       | 16 серпня 1958  |                                                                    | Фресно                                                        |      |
| 2:40.3  | Сильвія Рууска  | США       | 14 січня 1959   |                                                                    | Гобарт                                                        |      |
| 2:40.1  | Донна де Варона | США       | 13 травня 1961  |                                                                    | Реддінг (Каліфорнія)                                          |      |
| 2:37.1  | Донна де Варона | США       | 9 липня 1961    |                                                                    | Тенрі (Японія)                                                |      |
| 2:35.0  | Донна де Варона | США       | 12 серпня 1961  |                                                                    | Філадельфія                                                   |      |
| 2:33.3  | Донна де Варона | США       | 18 серпня 1962  |                                                                    | Чикаго                                                        |      |
| 2:31.8  | Донна де Варона | США       | 27 липня 1963   |                                                                    | Лос-Анджелес                                                  |      |
| 2:30.1  | Донна де Варона | США       | 11 липня 1964   |                                                                    | Лос-Анджелес (Каліфорнія)                                     |      |
| 2:29.9  | Донна де Варона | США       | 1 серпня 1964   |                                                                    | Лос-Алтос                                                     |      |
| 2:29.0  | Лінн Відалі     | США       | 22 липня 1966   |                                                                    | Лос-Алтос (Каліфорнія)                                        |      |
| 2:27.8  | Клаудія Колб    | США       | 21 серпня 1966  |                                                                    | Лінкольн (Небраска)                                           |      |
| 2:27.5  | Клаудія Колб    | США       | 8 липня 1967    |                                                                    | Санта-Клара (Каліфорнія)                                      |      |
| 2:26.1  | Клаудія Колб    | США       | 30 липня 1967   |                                                                    | Вінніпег                                                      |      |
| 2:25.0  | Клаудія Колб    | США       | 18 серпня 1967  |                                                                    | Філадельфія                                                   |      |
| 2:23.5  | Клаудія Колб    | США       | 25 серпня 1967  |                                                                    | Лос-Анджелес (Каліфорнія)                                     |      |
| 2:23.07 | Шейн Ґоулд      | Австралія | 28 серпня 1972  | Олімпійські ігри                                                   | Мюнхен, Федеративна Республіка Німеччина (1949—1990)          |      |
| 2:23.01 | Корнелія Ендер  | НДР       | 13 квітня 1973  |                                                                    | Східний Берлін, Німецька Демократична Республіка              |      |
| 2:20.51 | Андреа Гюбнер   | НДР       | 4 вересня 1973  | Чемпіонат світу                                                    | Белград, Югославія                                            |      |
| 2:18.97 | Ульріке Таубер  | НДР       | 18 серпня 1974  | Чемпіонат Європи                                                   | Відень                                                        |      |
| 2:18.83 | Ульріке Таубер  | НДР       | 10 червня 1975  |                                                                    | Віттенберг, Федеративна Республіка Німеччина (1949—1990)      |      |
| 2:18.30 | Ульріке Таубер  | НДР       | 12 березня 1976 |                                                                    | Таллінн, СРСР                                                 |      |
| 2:17.14 | Корнелія Ендер  | НДР       | 5 червня 1976   |                                                                    | Східний Берлін (НДР)                                          |      |
| 2:16.96 | Ульріке Таубер  | НДР       | 10 липня 1977   |                                                                    | Лейпциг, Німецька Демократична Республіка                     |      |
| 2:15.95 | Ульріке Таубер  | НДР       | 20 серпня 1977  | Чемпіонат Європи                                                   | Єнчепінг (Швеція)                                             |      |
| 2:15.85 | Ульріке Таубер  | НДР       | 28 серпня 1977  |                                                                    | Східний Берлін (НДР)                                          |      |
| 2:15.09 | Трейсі Колкінс  | США       | 2 серпня 1978   |                                                                    | Зе-Вудлендс (Техас)                                           |      |
| 2:14.07 | Трейсі Колкінс  | США       | 20 серпня 1978  | Чемпіонат світу                                                    | Західний Берлін, Федеративна Республіка Німеччина (1949—1990) |      |
| 2:13.69 | Трейсі Колкінс  | США       | 5 січня 1980    |                                                                    | Остін (Техас)                                                 |      |
| 2:13.00 | Петра Шнайдер   | НДР       | 24 травня 1980  |                                                                    | Східний Берлін (НДР)                                          |      |
| 2:11.73 | Уте Ґевеніґер   | НДР       | 4 липня 1981    |                                                                    | Магдебург, Німецька Демократична Республіка                   |      |
| 2:11.65 | Лінь Лі         | Китай     | 30 липня 1992   | Олімпійські ігри                                                   | Барселона                                                     |      |
| 2:09.72 | У Яньянь        | Китай     | 17 жовтня 1997  | China's National Games                                             | Шанхай                                                        |      |
| 2:08.92 | Стефані Райс    | Австралія | 25 березня 2008 | Чемпіонат Австралії та відбіркові змагання до олімпійської збірної | Сідней                                                        |      |
| 2:08.45 | Стефані Райс    | Австралія | 13 серпня 2008  | Олімпійські ігри                                                   | Пекін                                                         |      |
| 2:07.03 | Аріана Кукорс   | США       | 26 липня 2009   | Чемпіонат світу                                                    | Рим                                                           |      |
| 2:06.15 | Аріана Кукорс   | США       | 27 липня 2009   | Чемпіонат світу                                                    | Рим (Італія)                                                  |      |
| 2:06.12 | Катінка Хоссу   | Угорщина  | 3 серпня 2015   | Чемпіонат світу                                                    | Казань (Росія)                                                |      |
| 2:05.70 | Саммер Макінтош | Канада    | 9 червня 2025   | Канадські випробування                                             | Вікторія, Канада                                              |      |

### На короткій воді
| Час     | Плавчиня        | Країна   | Дата             | Місце                             | Пос. |
| ------- | --------------- | -------- | ---------------- | --------------------------------- | ---- |
| 2:07.79 | Еллісон Ваґнер  | США      | 5 грудня 1993    | Пальма (Іспанія)                  |      |
| 2:06.13 | Керсті Ковентрі | Зімбабве | 12 квітня 2008   | Манчестер (Велика Британія)       |      |
| 2:06.01 | Евелін Веррасто | Угорщина | 6 листопада 2009 | Москва (Росія)                    |      |
| 2:04.64 | Евелін Веррасто | Угорщина | 10 грудня 2009   | Стамбул (Туреччина)               |      |
| 2:04.60 | Джулія Сміт     | США      | 19 грудня 2009   | Манчестер (Велика Британія)       |      |
| 2:04.39 | Катінка Хоссу   | Угорщина | 7 серпня 2013    | Ейндговен (Нідерланди)            |      |
| 2:03.20 | Катінка Хоссу   | Угорщина | 7 серпня 2013    | Ейндговен (Нідерланди)            |      |
| 2:02.61 | Катінка Хоссу   | Угорщина | 27 серпня 2014   | Доха, Катар                       |      |
| 2:02.13 | Катінка Хоссу   | Угорщина | 31 серпня 2014   | Дубай, Об'єднані Арабські Емірати |      |
| 2:01.86 | Катінка Хоссу   | Угорщина | 6 грудня 2014    | Доха, Катар                       |      |

## Найкращі 25 за увесь час

### Чоловіки на довгій воді
- Актуально станом на лютий 2024[8]

| Міс. | Час     | Плавець                 | Дата              | Місце        | Пос.   |
| ---- | ------- | ----------------------- | ----------------- | ------------ | ------ |
| 1    | 1:54.00 | Раян Лохте (USA)        | 28 липня 2011     | Шанхай       |        |
| 2    | 1:54.16 | Майкл Фелпс (USA)       | 28 липня 2011     | Шанхай       |        |
| 3    | 1:54.62 | Ван Шунь (CHN)          | 24 вересня 2023   | Ханчжоу      | [ 9 ]  |
| 4    | 1:54.82 | Леон Маршан (FRA)       | 27 липня 2023     | Фукуока      | [ 10 ] |
| 5    | 1:55.07 | Хаґіно Косуке (JPN)     | 4 квітня 2016     | Токіо        |        |
| 6    | 1:55.18 | Ласло Чех (HUN)         | 29 липня 2009     | Рим          |        |
| 7    | 1:55.24 | Шейн Касас (USA)        | 30 липня 2022     | Ірвайн       | [ 11 ] |
| 8    | 1:55.26 | Майкл Ендрю (USA)       | 17 червня 2021    | Омаха        | [ 12 ] |
| 9    | 1:55.28 | Данкан Скотт (GBR)      | 30 липня 2021     | Токіо        | [ 13 ] |
| 10   | 1:55.36 | Ерік Шанто (USA)        | 30 липня 2009     | Рим          |        |
| 11   | 1:55.40 | Чейз Каліш (USA)        | 11 серпня 2018    | Токіо        |        |
| 12   | 1:55.55 | Тьяго Перейра (BRA)     | 30 липня 2009     | Рим          |        |
| 12   | 1:55.55 | Сето Дайя (JPN)         | 18 січня 2020     | Пекін        |        |
| 14   | 1:55.71 | Карсон Фостер (USA)     | 22 червня 2022    | Будапешт     | [ 14 ] |
| 15   | 1:55.72 | Мітч Ларкін (AUS)       | 12 червня 2019    | Брисбен      |        |
| 16   | 1:55.76 | Філіп Хайнц (GER)       | 16 червня 2017    | Берлін       |        |
| 17   | 1:56.07 | Том Дін (GBR)           | 27 липня 2023     | Фукуока      | [ 10 ] |
| 18   | 1:56.17 | Жеремі Депланш (SUI)    | 30 липня 2021     | Токіо        | [ 15 ] |
| 19   | 1:56.21 | Альберто Радзетті (ITA) | 28 листопада 2023 | Риччоне      | [ 16 ] |
| 20   | 1:56.31 | Уго Гонсалес (ESP)      | 6 червня 2021     | Барселона    |        |
| 21   | 1:56.64 | Макс Літчфілд (GBR)     | 26 липня 2017     | Будапешт     |        |
| 21   | 1:56.64 | Фінлай Нокс (CAN)       | 15 лютого 2024    | Доха         | [ 17 ] |
| 23   | 1:56.69 | Лейт Броді (AUS)        | 30 липня 2009     | Рим          |        |
| 24   | 1:56.79 | Абрахм Дівайн (USA)     | 1 липня 2017      | Індіанаполіс |        |
| 24   | 1:56.79 | Цінь Хайян (CHN)        | 20 жовтня 2019    | Ухань        |        |

#### Нотатки
Нижче подано список інших часів, однакових або кращих за 1:56.79:
- Раян Лохте проплив ще за 1:54.10 (2009), 1:54.43 (2010), 1:54.56 (2009), 1:54.84 (2010), 1:54.90 (2012), 1:54.93 (2012), 1:54.98 (2013), 1:55.18 (2009), 1:55.22 (2008), 1:55.44 (2013), 1:55.51 (2012), 1:55.81 (2015), 1:56.02 (2014), 1:56.11 (2006), 1:56.13 (2012), 1:56.19 (2007), 1:56.22 (2016), 1:56.28 (2016), 1:56.50 (2014), 1:56.53 (2008), 1:56.71 (2016), 1:56.74 (2011), 1:56.78 (2006).
- Майкл Фелпс проплив ще за 1:54.23 (2008), 1:54.27 (2012), 1:54.66 (2016), 1:54.75 (2015), 1:54.80 (2008), 1:54.84 (2012), 1:54.98 (2007), 1:55.78 (2016), 1:55.84 (2006), 1:55.91 (2016), 1:55.94 (2003, 2010), 1:56.04 (2003, 2014), 1:56.32 (2012), 1:56.50 (2006), 1:56.55 (2014), 1:56.66 (2012), 1:56.68 (2005), 1:56.71 (2004).
- Ван Шунь проплив ще за 1:55.00 (2021), 1:55.55 (2023), 1:56.16 (2017), 1:56.22 (2021), 1:56.27 (2020), 1:56.28 (2017), 1:56.33 (2021), 1:56.52 (2018), 1:56.57 (2018), 1:56.66 (2016, 2019), 1:56.78 (2021).
- Леон Маршан проплив ще за 1:55.22 (2022), 1:55.68 (2023), 1:55.75 (2022), 1:56.25 (2023), 1:56.34 (2023).
- Ласло Чех проплив ще за 1:55.24 (2009), 1:56.22 (2012), 1:56.34 (2009), 1:56.52 (2008), 1:56.66 (2012), 1:56.74 (2012).
- Хаґіно Косуке проплив ще за 1:55.33 (2014), 1:55.34 (2014), 1:55.38 (2014), 1:55.74 (2013), 1:55.90 (2014), 1:55.98 (2016), 1:56.01 (2017, 2017), 1:56.02 (2014), 1:56.04 (2017), 1:56.13 (2016), 1:56.29 (2013), 1:56.30 (2015, 2017), 1:56.37 (2018), 1:56.46 (2017), 1:56.61 (2016), 1:56.66 (2018), 1:56.75 (2018).
- Майкл Ендрю проплив ще за 1:55.44 (2021), 1:56.25 (2021), 1:56.40 (2021).
- Чейз Каліш проплив ще за 1:55.56 (2017), 1:55.73 (2018), 1:55.88 (2017), 1:56.21 (2022), 1:56.43 (2022), 1:56.48 (2017), 1:56.51 (2017), 1:56.52 (2022), 1:56.76 (2022), 1:56.78 (2019).
- Данкан Скотт проплив ще за 1:55.90 (2021), 1:55.95 (2023), 1:56.08 (2022), 1:56.50 (2023), 1:56.65 (2019), 1:56.69 (2021), 1:56.72 (2023).
- Ерік Шанто проплив ще за 1:56.00 (2009).
- Шейн Касас проплив ще за 1:56.06 (2023, 2023), 1:56.35 (2023), 1:56.70 (2022).
- Сето Дайя проплив ще за 1:56.14 (2019), 1:56.22 (2021, 2022), 1:56.27 (2022), 1:56.62 (2023), 1:56.69 (2019), 1:56.70 (2023), 1:56.72 (2023), 1:56.74 (2022).
- Карсон Фостер проплив ще за 1:56.19 (2023), 1:56.43 (2023), 1:56.44 (2022), 1:56.51 (2023), 1:56.55 (2023), 1:56.65 (2022).
- Мітч Ларкін проплив ще за 1:56.21 (2018), 1:56.29 (2021), 1:56.32 (2020), 1:56.74 (2021).
- Тьяго Перейра проплив ще за 1:56.30 (2013), 1:56.65 (2015), 1:56.74 (2012).
- Жеремі Депланш проплив ще за 1:56.56 (2019), 1:56.73 (2019).
- Уго Гонсалес проплив ще за 1:56.58 (2023), 1:56.76 (2021).
- Філіп Хайнц проплив ще за 1:56.59 (2017), 1:56.67 (2018).
- Том Дін проплив ще за 1:56.65 (2023), 1:56.77 (2022).
- Макс Літчфілд проплив ще за 1:56.70 (2017).
- Лейт Броді проплив ще за 1:56.75 (2009).

### Чоловіки на короткій воді
- Актуально станом на грудень 2023[18]

| Міс. | Час     | Плавець                  | Дата              | Місце           | Пос.   |
| ---- | ------- | ------------------------ | ----------------- | --------------- | ------ |
| 1    | 1:49.63 | Раян Лохте (USA)         | 14 грудня 2012    | Стамбул         |        |
| 2    | 1:50.15 | Метью Сейтс (RSA)        | 13 грудня 2022    | Мельбурн        | [ 19 ] |
| 3    | 1:50.37 | Шейн Касас (USA)         | 29 жовтня 2022    | Торонто         | [ 20 ] |
| 4    | 1:50.47 | Хаґіно Косуке (JPN)      | 5 грудня 2014     | Доха            |        |
| 5    | 1:50.66 | Сето Дайя (JPN)          | 29 жовтня 2021    | Казань          | [ 21 ] |
| 6    | 1:50.85 | Андреас Вазайос (GRE)    | 6 грудня 2019     | Велика Британія |        |
| 7    | 1:50.96 | Карсон Фостер (USA)      | 13 грудня 2022    | Мельбурн        | [ 19 ] |
| 8    | 1:50.98 | Данкан Скотт (GBR)       | 8 грудня 2023     | Отопень         | [ 22 ] |
| 9    | 1:51.01 | Ван Шунь (CHN)           | 11 грудня 2018    | Ханчжоу         |        |
| 10   | 1:51.04 | Фінлай Нокс (CAN)        | 13 грудня 2022    | Мельбурн        | [ 19 ] |
| 11   | 1:51.14 | Кайлеб Дрессел (USA)     | 11 вересня 2021   | Неаполь         |        |
| 12   | 1:51.36 | Ласло Чех (HUN)          | 4 грудня 2015     | Нетанья         |        |
| 13   | 1:51.53 | Ендрю Селіскар (USA)     | 21 листопада 2020 | Будапешт        |        |
| 14   | 1:51.54 | Альберто Радзетті (ITA)  | 16 грудня 2021    | Абу-Дабі        | [ 23 ] |
| 15   | 1:51.55 | Даріан Таунсенд (RSA)    | 15 листопада 2009 | Берлін          |        |
| 16   | 1:51.56 | Чад ле Клос (RSA)        | 1 вересня 2014    | Дубай           |        |
| 17   | 1:51.72 | Маркус Роган (AUT)       | 10 грудня 2009    | Стамбул         |        |
| 18   | 1:51.74 | Tomoe Hvas (NOR)         | 6 грудня 2019     | Глазго          |        |
| 19   | 1:51.89 | Майкл Фелпс (USA)        | 23 жовтня 2011    | Німеччина       |        |
| 20   | 1:51.92 | Філіп Хайнц (GER)        | 31 серпня 2016    | Німеччина       |        |
| 21   | 1:51.97 | Хонда Томору (JPN)       | 23 жовтня 2022    | Токіо           | [ 24 ] |
| 22   | 1:52.01 | Кеннет То (AUS)          | 11 серпня 2013    | Німеччина       |        |
| 23   | 1:52.06 | Leonardo Santos (BRA)    | 15 листопада 2020 | Будапешт        |        |
| 24   | 1:52.12 | Фудзіморі Хіромаса (JPN) | 31 серпня 2016    | Німеччина       |        |
| 25   | 1:52.13 | Aleksei Sudarev (RUS)    | 18 грудня 2023    | Санкт-Петербург | [ 25 ] |

#### Нотатки
Нижче подано список інших часів, однакових або кращих за 1:52.13:
- Раян Лохте проплив ще за 1:50.08 (2010), 1:51.31 (2014), 1:51.56 (2008).
- Сето Дайя проплив ще за 1:50.76 (2019), 1:51.09 (2018), 1:51.12 (2021), 1:51.15 (2021), 1:51.39 (2022), 1:51.40 (2017), 1:51.76 (2022), 1:51.79 (2014), 1:51.80 (2021), 1:51.88 (2017).
- Андреас Вазайос проплив ще за 1:51.15 (2021), 1:51.84 (2020), 1:51.94 (2021).
- Хаґіно Косуке проплив ще за 1:51.27 (2014), 1:51.50 (2013).
- Шейн Касас проплив ще за 1:51.31 (2022).
- Карсон Фостер проплив ще за 1:51.35 (2021), 1:51.89 (2022).
- Ван Шунь проплив ще за 1:51.45 (2018), 1:51.63 (2016), 1:51.74 (2016), 1:51.84 (2018), 1:52.08 (2018).
- Метью Сейтс проплив ще за 1:51.45 (2021).
- Данкан Скотт проплив ще за 1:51.53 (2023), 1:51.66 (2020), 1:51.85 (2019), 1:51.90 (2023), 1:51.96 (2020).
- Даріан Таунсенд проплив ще за 1:51.79 (2009).
- Філіп Хайнц проплив ще за 1:52.03 (2016), 1:52.07 (2016), 1:52.08 (2016).
- Альберто Радзетті проплив ще за 1:51.73 (2022), 1:52.10 (2021).
- Чад ле Клос проплив ще за 1:52.11 (2013).

### Жінки на довгій воді
- Актуально станом на березень 2024[26]

| Міс. | Час     | Плавчиня                  | Дата            | Місце          | Пос.   |
| ---- | ------- | ------------------------- | --------------- | -------------- | ------ |
| 1    | 2:06.12 | Катінка Хоссу (HUN)       | 3 серпня 2015   | Казань         |        |
| 2    | 2:06.15 | Аріана Кукорс (USA)       | 27 липня 2009   | Рим            |        |
| 3    | 2:06.88 | Шівон-Марі О'Коннор (GBR) | 9 серпня 2016   | Ріо-де-Жанейро |        |
| 4    | 2:06.89 | Саммер Макінтош (CAN)     | 30 березня 2023 | Торонто        | [ 27 ] |
| 5    | 2:07.03 | Стефані Райс (AUS)        | 27 липня 2009   | Рим            |        |
| 6    | 2:07.05 | Кейт Дуглас (USA)         | 12 лютого 2024  | Доха           | [ 28 ] |
| 7    | 2:07.13 | Александра Волш (USA)     | 19 червня 2022  | Будапешт       | [ 29 ] |
| 8    | 2:07.19 | Кейлі Маккіон (AUS)       | 12 травня 2023  | Сідней         | [ 30 ] |
| 9    | 2:07.57 | Є Шивень (CHN)            | 31 липня 2012   | Лондон         |        |
| 10   | 2:07.75 | Юй Їтін (CHN)             | 25 вересня 2023 | Ханчжоу        | [ 31 ] |
| 11   | 2:07.91 | Охасі Юї (JPN)            | 24 липня 2017   | Будапешт       |        |
| 12   | 2:08.15 | Алісія Кауттс (AUS)       | 31 липня 2012   | Лондон         |        |
| 13   | 2:08.32 | Ці Хуей (CHN)             | 17 жовтня 2009  | Цзінань        |        |
| 13   | 2:08.32 | Кетлін Бейкер (USA)       | 29 липня 2018   | Ірвайн         |        |
| 15   | 2:08.34 | Кім Со Йон (KOR)          | 24 серпня 2018  | Джакарта       |        |
| 16   | 2:08.45 | Ватанабе Канако (JPN)     | 3 серпня 2015   | Казань         |        |
| 17   | 2:08.48 | Реган Сміт (USA)          | 2 червня 2023   | Темпе          | [ 32 ] |
| 18   | 2:08.51 | Мадісін Кокс (USA)        | 22 травня 2021  | Остін          | [ 33 ] |
| 19   | 2:08.56 | Сідні Пікрем (CAN)        | 12 лютого 2024  | Доха           | [ 28 ] |
| 20   | 2:08.59 | Керсті Ковентрі (ZIM)     | 13 серпня 2008  | Пекін          |        |
| 21   | 2:08.64 | Омото Ріка (JPN)          | 10 травня 2019  | Сідней         |        |
| 22   | 2:08.70 | Мелані Маргаліс (USA)     | 23 липня 2017   | Будапешт       |        |
| 23   | 2:08.79 | Майя Дірадо (USA)         | 9 серпня 2016   | Ріо-де-Жанейро |        |
| 24   | 2:08.83 | Торрі Гаск (USA)          | 9 березня 2024  | Вестмонт       | [ 34 ] |
| 25   | 2:08.91 | Леа Геєс (USA)            | 19 червня 2022  | Будапешт       | [ 29 ] |

#### Нотатки
Нижче подано список інших часів, однакових або кращих за 2:08.91:
- Катінка Хоссу пропливла ще за 2:06.58 (2016), 2:06.84 (2015), 2:07.00 (2017), 2:07.02 (2019), 2:07.14 (2017), 2:07.17 (2019), 2:07.30 (2015, 2016), 2:07.45 (2016), 2:07.46 (2009), 2:07.49 (2017), 2:07.53 (2019), 2:07.69 (2016), 2:07.92 (2013, 2016), 2:08.11 (2014), 2:08.13 (2016), 2:08.15 (2019), 2:08.20 (2016), 2:08.28 (2019), 2:08.41 (2014), 2:08.45 (2013), 2:08.49 (2017), 2:08.50 (2019), 2:08.55 (2019), 2:08.57 (2019), 2:08.59 (2013), 2:08.60 (2016), 2:08.61 (2015), 2:08.63 (2019, 2019), 2:08.66 (2015), 2:08.72 (2019), 2:08.77 (2015), 2:08.81 (2019).
- Аріана Кукорс пропливла ще за 2:07.03 (2009), 2:08.53 (2009).
- Кейт Дуглас пропливла ще за 2:07.09 (2023), 2:07.17 (2023), 2:08.29 (2023), 2:08.41 (2024), 2:08.46 (2023).
- Саммер Макінтош пропливла ще за 2:07.16 (2024), 2:08.08 (2023), 2:08.70 (2022).
- Кейлі Маккіон пропливла ще за 2:07.54 (2023), 2:07.60 (2023), 2:08.16 (2023), 2:08.19 (2021), 2:08.23 (2020), 2:08.27 (2023), 2:08.57 (2022), 2:08.73 (2021), 2:08.84 (2024).
- Шівон-Марі О'Коннор пропливла ще за 2:07.57 (2016), 2:08.21 (2014), 2:08.44 (2016), 2:08.45 (2015), 2:08.77 (2015), 2:08.82 (2015).
- Александра Волш пропливла ще за 2:07.63 (2024), 2:07.84 (2022), 2:07.89 (2023), 2:07.97 (2023), 2:08.27 (2023), 2:08.65 (2021), 2:08.74 (2022), 2:08.87 (2021).
- Охасі Юї пропливла ще за 2:08.16 (2018), 2:08.52 (2021), 2:08.80 (2019), 2:08.88 (2018).
- Юй Їтін пропливла ще за 2:08.34 (2023), 2:08.74 (2023), 2:08.83 (2024).
- Є Шивень пропливла ще за 2:08.39 (2012), 2:08.60 (2019), 2:08.90 (2011, 2012).
- Стефані Райс пропливла ще за 2:08.45 (2008), 2:08.68 (2009).
- Сідні Пікрем пропливла ще за 2:08.61 (2019, 2023), 2:08.70 (2019), 2:08.71 (2019), 2:08.76 (2024), 2:08.83 (2019), 2:08.89 (2023).
- Кім Со Йон пропливла ще за 2:08.61 (2018).
- Алісія Кауттс пропливла ще за 2:08.63 (2013), 2:08.89 (2014).
- Кетлін Бейкер пропливла ще за 2:08.75 (2020).
- Мелані Маргаліс пропливла ще за 2:08.84 (2019), 2:08.91 (2019).
- Майя Дірадо пропливла ще за 2:08.91 (2016).

### Жінки на короткій воді
- Актуально станом на грудень 2023[35]

| Міс. | Час     | Плавчиня                 | Дата              | Місце           | Пос.   |
| ---- | ------- | ------------------------ | ----------------- | --------------- | ------ |
| 1    | 2:01.86 | Катінка Хоссу (HUN)      | 6 грудня 2014     | Доха            |        |
| 2    | 2:02.12 | Кейт Дуглас (USA)        | 13 грудня 2022    | Мельбурн        | [ 36 ] |
| 3    | 2:03.37 | Александра Волш (USA)    | 13 грудня 2022    | Мельбурн        | [ 36 ] |
| 4    | 2:03.57 | Кейлі Маккіон (AUS)      | 13 грудня 2022    | Мельбурн        | [ 36 ] |
| 5    | 2:03.93 | Охасі Юї (JPN)           | 14 листопада 2020 | Будапешт        |        |
| 6    | 2:04.00 | Сідні Пікрем (CAN)       | 21 листопада 2020 | Будапешт        |        |
| 7    | 2:04.06 | Мелані Маргаліс (USA)    | 16 жовтня 2020    | Будапешт        |        |
| 8    | 2:04.48 | Юй Їтін (CHN)            | 20 грудня 2021    | Абу-Дабі        | [ 37 ] |
| 9    | 2:04.60 | Джулія Сміт (USA)        | 19 грудня 2009    | Велика Британія |        |
| 10   | 2:04.64 | Кайла Санчес (CAN)       | 14 грудня 2018    | Ханчжоу         |        |
| 10   | 2:04.64 | Є Шивень (CHN)           | 15 грудня 2012    | Стамбул         |        |
| 10   | 2:04.64 | Евелін Веррасто (HUN)    | 10 грудня 2009    | Туреччина       |        |
| 13   | 2:04.77 | Еббі Вуд (GBR)           | 1 листопада 2020  | Будапешт        |        |
| 14   | 2:04.91 | Кейтлін Леверенз (USA)   | 16 грудня 2011    | США             |        |
| 15   | 2:04.92 | Беата Нелсон (USA)       | 5 листопада 2022  | Індіанаполіс    | [ 38 ] |
| 16   | 2:04.94 | Марріт Стінберген (NED)  | 13 грудня 2022    | Мельбурн        | [ 36 ] |
| 17   | 2:05.02 | Ella Eastin (USA)        | 10 грудня 2016    | Canada          |        |
| 18   | 2:05.04 | Анастасія Горбенко (ISR) | 4 вересня 2021    | Неаполь         |        |
| 19   | 2:05.13 | Siobhan O'Connor (GBR)   | 5 грудня 2015     | Ізраїль         |        |
| 20   | 2:05.15 | Мері-Софі Гарві (CAN)    | 18 вересня 2021   | Неаполь         |        |
| 21   | 2:05.38 | Бейлі Ендісон (CAN)      | 9 вересня 2021    | Неаполь         |        |
| 22   | 2:05.41 | Ікее Рікако (JPN)        | 14 січня 2018     | Токіо           | [ 39 ] |
| 23   | 2:05.46 | Емілі Сібом (AUS)        | 18 листопада 2017 | Сінгапур        |        |
| 24   | 2:05.54 | Кетлін Бейкер (USA)      | 15 грудня 2018    | Ханчжоу         |        |
| 25   | 2:05.63 | Алісія Кауттс (AUS)      | 9 листопада 2013  | Японія          |        |

#### Нотатки
Нижче подано список інших часів, однакових або кращих за 2:05.63:
- Катінка Хоссу пропливла ще за 2:02.13 (2014), 2:02.53 (2015), 2:02.61 (2014), 2:02.90 (2016), 2:03.07 (2014), 2:03.20 (2013), 2:03.25 (2013, 2018), 2:03.60 (2014), 2:03.66 (2015), 2:04.13 (2018), 2:04.16 (2019), 2:04.31 (2013), 2:04.33 (2013), 2:04.37 (2017), 2:04.39 (2013), 2:04.43 (2017), 2:04.52 (2013), 2:04.56 (2016), 2:04.64 (2017), 2:04.65 (2018), 2:04.68 (2019), 2:04.72 (2012), 2:04.76 (2016, 2017), 2:04.79 (2018), 2:04.94 (2017), 2:04.98 (2017), 2:05.00 (2017), 2:05.01 (2017), 2:05.05 (2013), 2:05.06 (2018), 2:05.07 (2013), 2:05.11 (2019), 2:05.18 (2014), 2:05.25 (2018), 2:05.29 (2017, 2017), 2:05.33 (2013, 2016), 2:05.34 (2013), 2:05.39 (2016), 2:05.42 (2018), 2:05.45 (2013), 2:05.57 (2016), 2:05.60 (2016).
- Кейлі Маккіон пропливла ще за 2:03.68 (2020).
- Мелані Маргаліс пропливла ще за 2:04.18 (2020), 2:04.32 (2020), 2:04.62 (2018), 2:04.65 (2018), 2;05.18 (2019), 2:05.32 (2019)).
- Сідні Пікрем пропливла ще за 2:04.29 (2021), 2:04.34 (2019), 2:04.40 (2020), 2:04.59 (2021), 2:04.85 (2019), 2:05.21 (2021)，2:05.22 (2022), 2:05.23 (2022).
- Кейт Дуглас пропливла ще за 2:04.24 (2021), 2:04.39 (2022), 2:04.68 (2021).
- Охасі Юї пропливла ще за 2:04.86 (2021), 2:05.04 (2020), 2:05.09 (2020), 2:05.10 (2020), 2:05.13 (2020), 2:05.26 (2020), 2:05.29 (2018), 2:05.45 (2021).
- Еббі Вуд пропливла ще за 2:04.94 (2021), 2:05.08 (2021), 2:05.27 (2020), 2:05.36 (2020), 2:05.45 (2021), 2:05.56 (2020), 2:05.58 (2023), 2:05.63 (2021).
- Беата Нелсон пропливла ще за 2:05.08 (2022).
- Анастасія Горбенко пропливла ще за 2:05.17 (2021).
- Шівон О'Коннор пропливла ще за 2:05.19 (2015).
- Мері-Софі Гарві пропливла ще за 2:05.30 (2021).
- Кайла Санчес пропливла ще за 2:05.32 (2019).